# Hirschberg (Warstein)
Hirschberg este o localitate care aparține de orașul Warstein Sauerland, districtul Soest, Germania

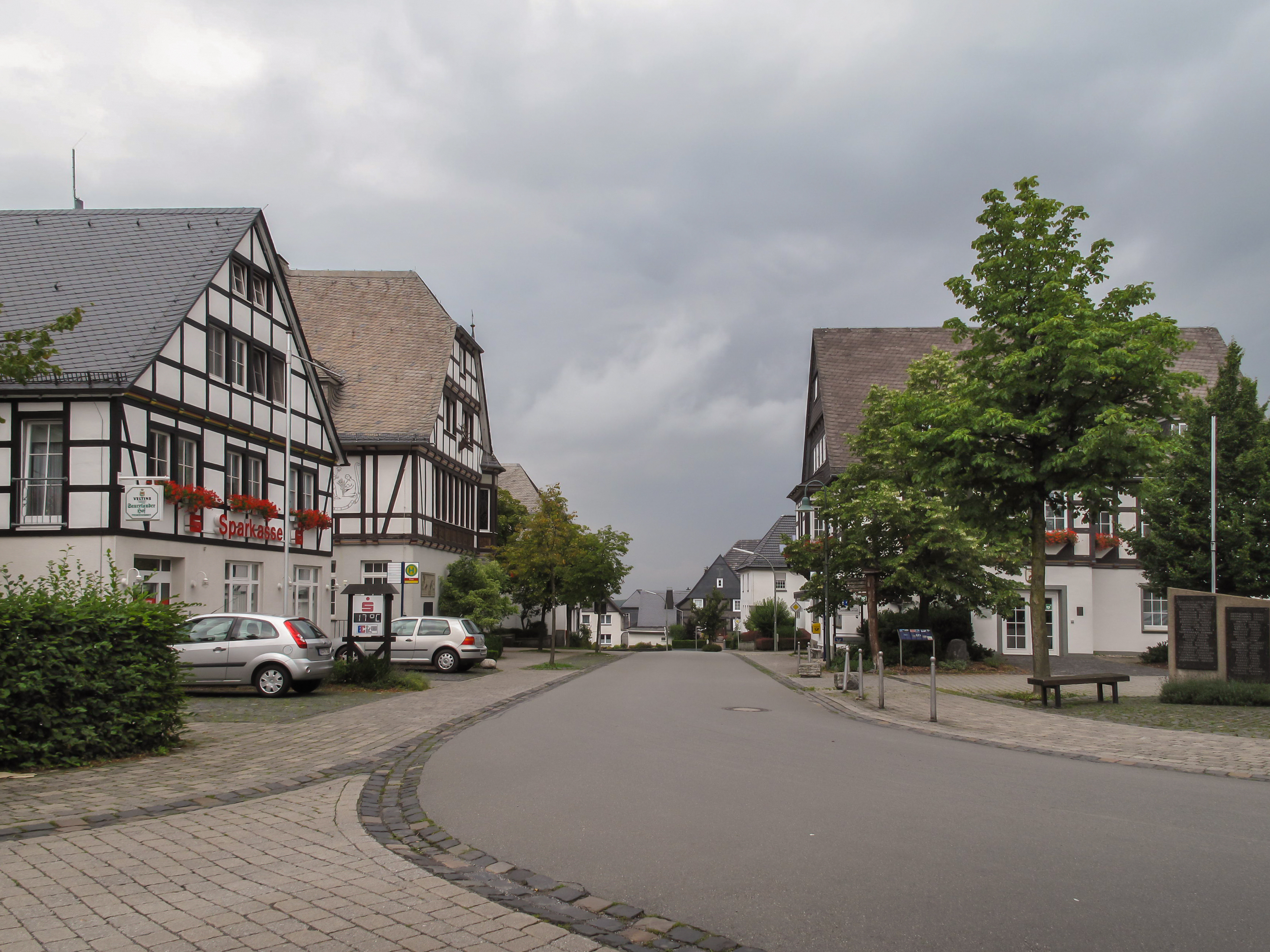
Hirschberg, straatzicht
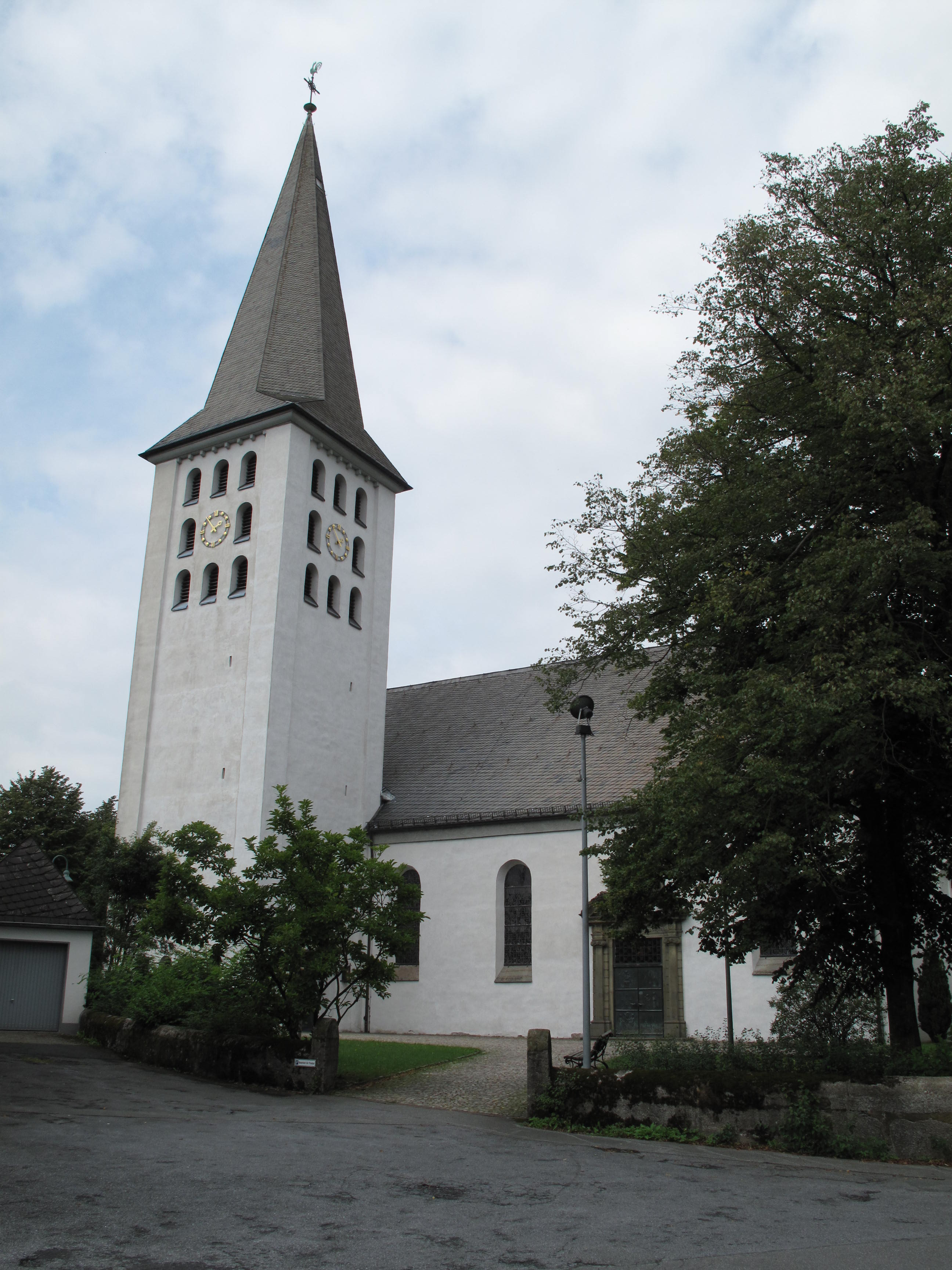
Hirschberg, kerk
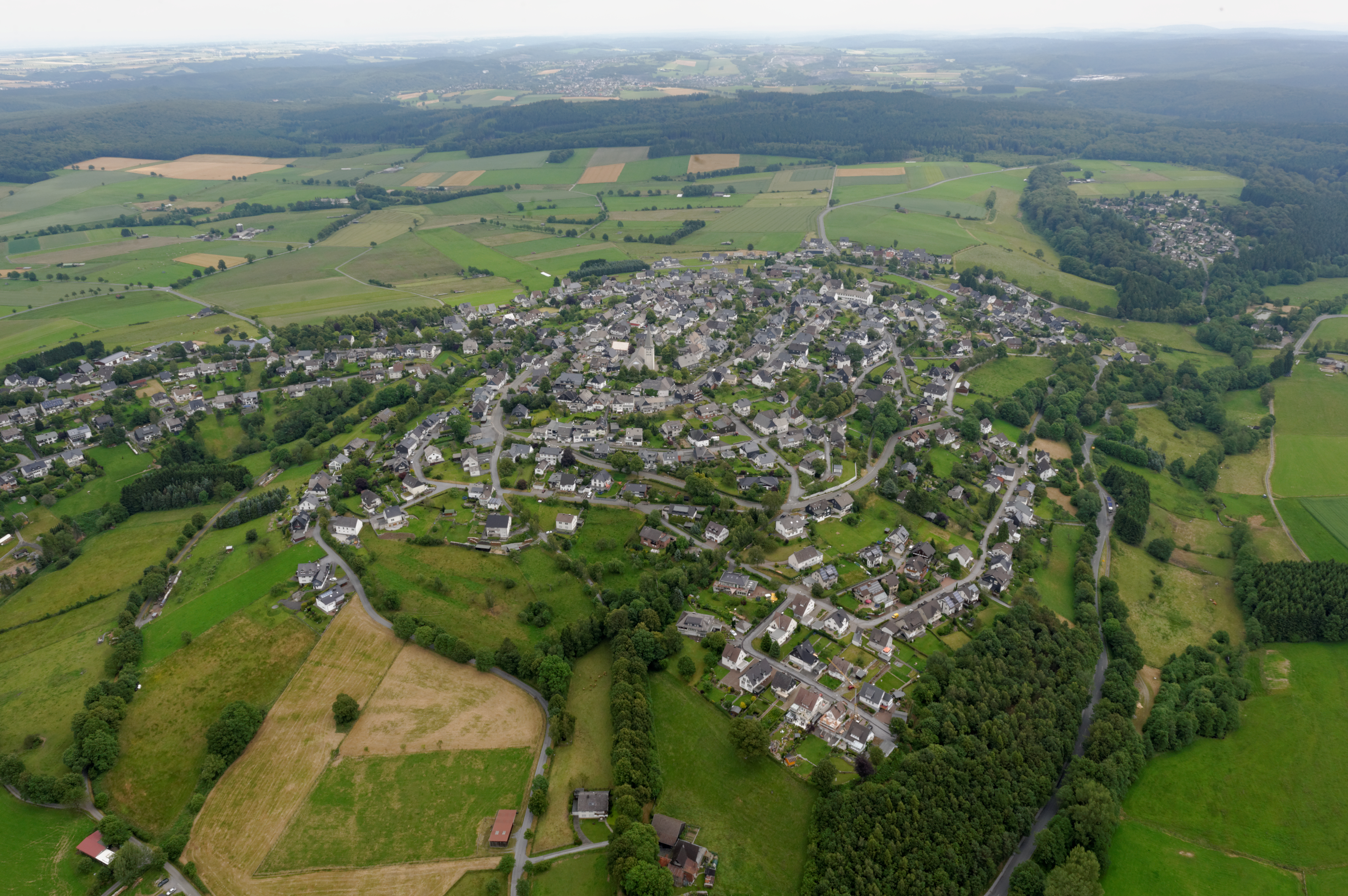
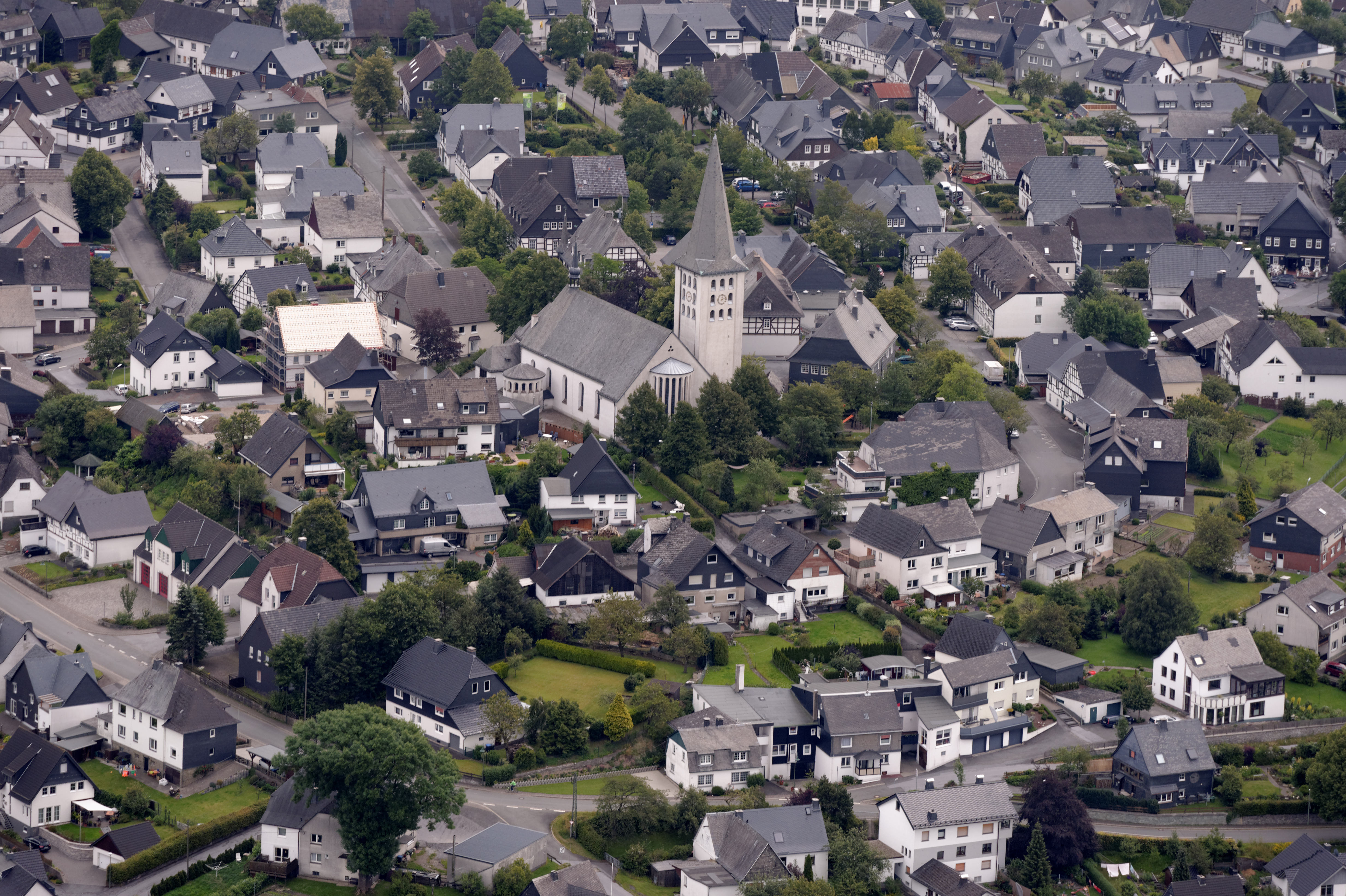
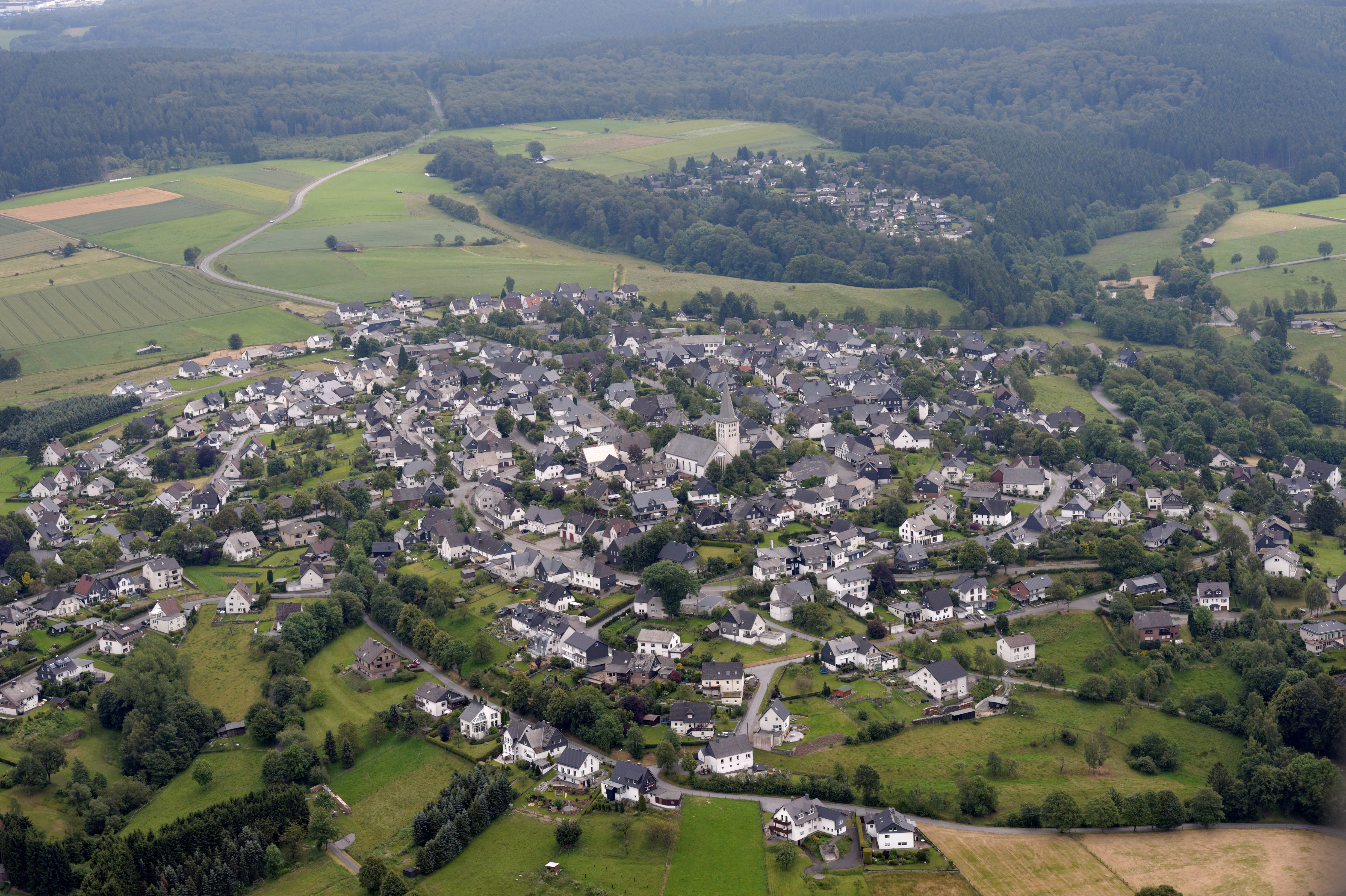